# روکه جونیور
روکه جونیور (به پرتغالی: José Vítor Roque Jr.) مدافع اهل برزیل است که در شهر Santa Rita do Sapucaí و در تاریخ ۳۱ اوت ۱۹۷۶ به دنیا آمده‌است.
روکه جونیور در تیم‌های فوتبال Santarritense ،باشگاه فوتبال سان خوزه، پالمیراس، آ.ث. میلان، لیدز یونایتد و سیه‌نا سابقهٔ حضور دارد. این بازیکن همچنین در سال، ۱۹۹۹ – ۲۰۰۵ ۴۸ بار برای، تیم ملی فوتبال برزیل به میدان رفته‌است و طی این مدت ۲ گل به ثمر رسانده‌است.